# Stoner Peak
Stoner Peak är en bergstopp i Antarktis. Den ligger i Östantarktis. Nya Zeeland gör anspråk på området. Toppen på Stoner Peak är 1 300 meter över havet.
Terrängen runt Stoner Peak är varierad. Trakten är obefolkad. Det finns inga samhällen i närheten. 